# Rudolf von Engelhardt
Le baron Moritz Alexander Rudolf von Engelhardt, né le 25 février 1857 à Dorpat (Livonie) et mort en 1913 dans la même ville, est un architecte allemand de la Baltique, sujet de l'Empire russe. Il appartient à la branche demeurée luthérienne de la famille Engelhardt dont la plupart des domaines se trouvaient dans les gouvernements de Livonie et d'Estland.

## Biographie
Rudolf von Engelhardt est le fils du baron Gustav Moritz Constantin von Engerlhardt (1828-1881), professeur de théologie à l'université de Dorpat et de son épouse, née Amalie Helena Alexandra von Oettingen (1835-1914). Il fait ses études à l'université technique de Darmstadt, puis à l'académie impériale des beaux-arts de Saint-Pétersbourg dont il sort diplômé en 1883. Il est professeur à partir de 1894 à la Realschule Sankt-Petri de Reval.
Rudolf von Engerlhardt épouse en 1885 Marie Elisabeth Katharinen Anna Samson von Himmelstjerna (née en 1863), fille de Wilhelm Reinhold von Samson-Himmelstiern, propriétaire terrien de Thula dans la paroisse de Kegel. De cette union sont issus quatre enfants : Moritz Wilhelm Kurt (1886) futur docteur en médecine, Mark Moritz Wilhelm (1891), Gerda (1893) et Moritz Wilhelm Klaus (1895).
Rudolf von Engelhardt est le frère de l'architecte paysagiste Walter von Engelhardt(1864-1940).

## Quelques œuvres
- Hôtel particulier d'Alexander von Oettingen (et) à Dorpat (1879-1882)

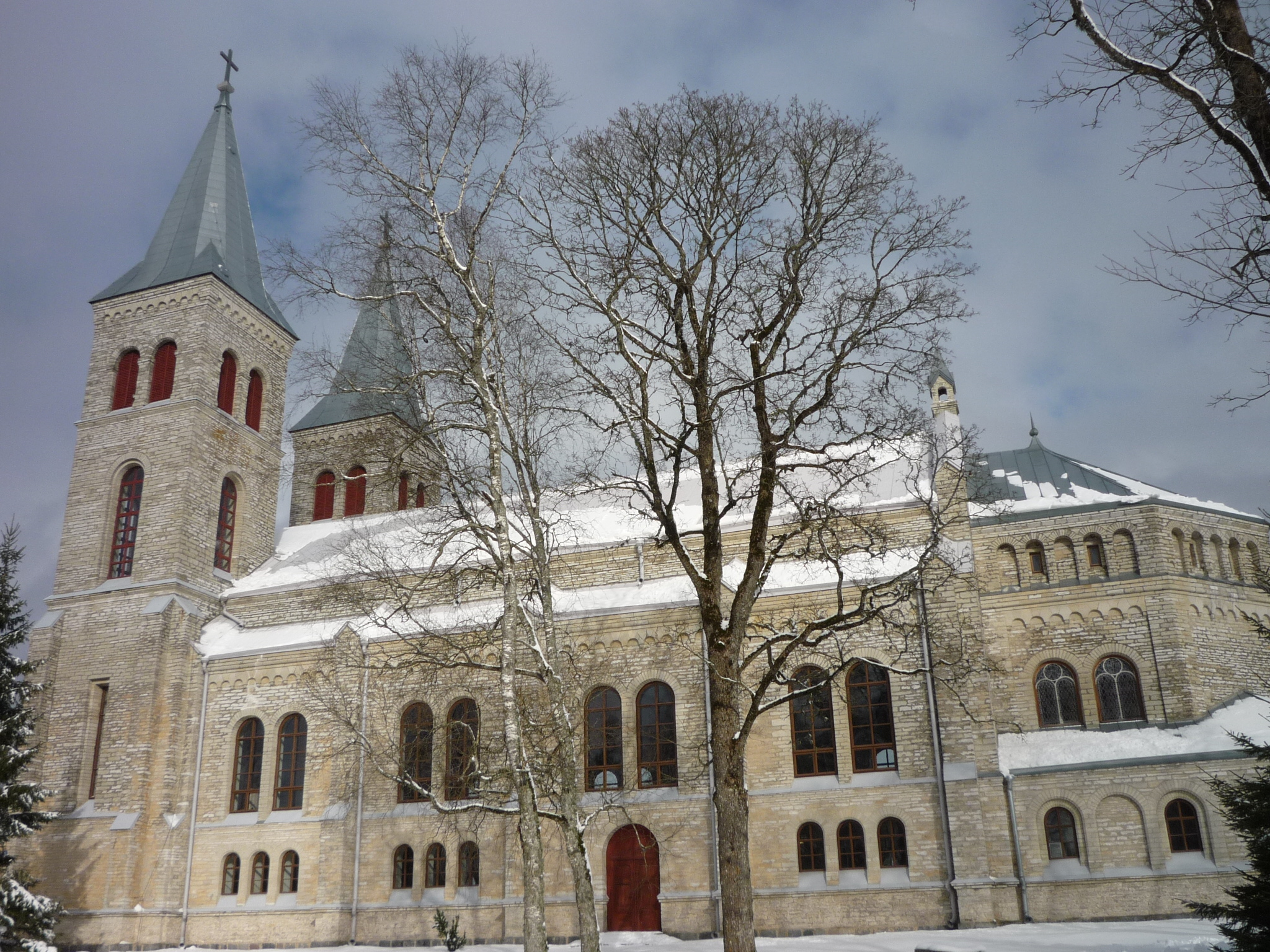
Vue de l'église Sainte-Marie-Madeleine de Rapla.

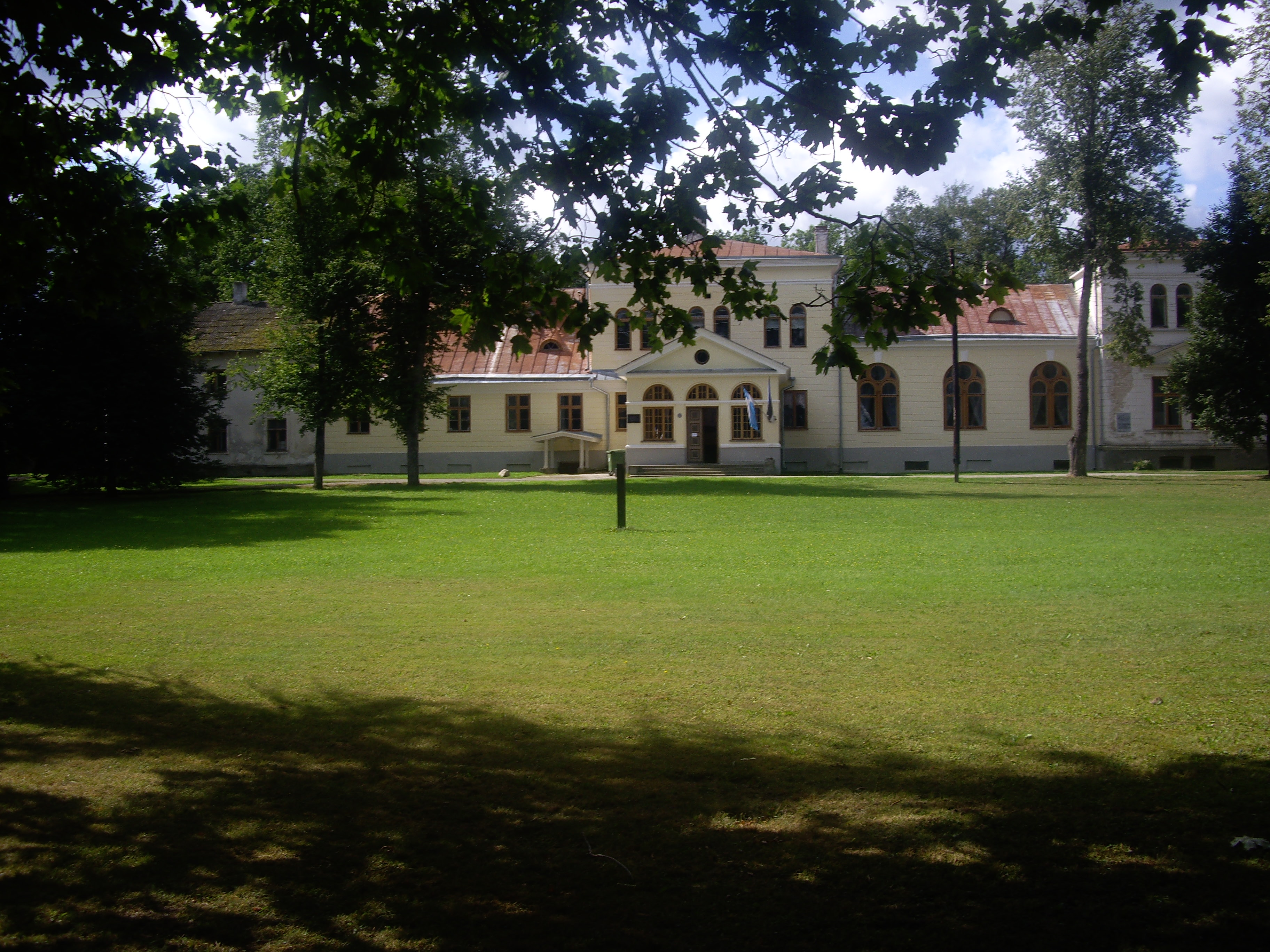
Manoir d'Awandus.

- Maison des diaconesses de Réval (aujourd'hui Tallinn), 1894
- Maison au no 10 de la Olevimägi de Réval,
- Maison au no 23 de la Lehmstraße (aujourd'hui Viru tänav) de Réval, 1895
- Maison Stackelberg au no 9 de la Lai tänav de Réval, 1899
- Maison au no 22 de la Lai tänav de Réval, 1894
- Club allemand de Réval au no 20 de la Sankt-Michaelis-Straße (aujourd'hui Suur-Karja tänav) de Réval,1899-1900
- Manoir d'Awandus, 1899-1902
- Église Sainte-Marie-Madeleine de Rappel, 1900
- Maison de la corporation Neobaltia à Dorpat, 1902
- Manoir de Inju (et), 1894
- Bâtiment de l' école des filles à Viljandi, 1898
- Maison des cavaliers du Manoir de Luua,vers 1899
- Bâtiment au no 22 de la Suur-Karja tänav, avec Friedrich Axel von Howen (et), 1901
- Modifications du Manoir d'Awandus, 1899–1902
- Maison Neobaltia au no 20 de la Kastani tänav à Tartu, 1902–1904
- Maison de Otto von Engelhardt au no 5 de la Lutsu tänav à Viljandi, 1905
- Église de Gārsene (et) avec Eduard Kupffer, 1905

## Source
- (et) Cet article est partiellement ou en totalité issu de l’article de Wikipédia en estonien intitulé « Rudolf von Engelhardt » (voir la liste des auteurs).